# Травник (Болгарія)
Тра́вник (болг. Травник) — село в Добрицькій області Болгарії. Входить до складу общини Каварна.

## Населення
За даними перепису населення 2011 року у селі проживали 8 осіб, з них 4 особи (50,0 %) — турки.
Розподіл населення за віком у 2011 році:
Динаміка населення: